# Château de Chiré-en-Montreuil
Le château de Chiré-en-Montreuil est un château situé à Chiré-en-Montreuil dans le département français de la Vienne.

## Histoire
Il date du XVe siècle. Il a été construit sur un important éperon rocheux qui domine le village et les vallées de l'Auxance et de la Vendelogne. Le château a été édifié autour d'une tour carrée de 12 mètres de côté. En effet, la construction originelle était un château féodal défensif, sans ouverture sur l'extérieur, en dehors de la porte du châtelet d'accès. Le château appartenait aux seigneurs de Montreuil-Bonnin, vassaux directs des comtes de Poitou. Des ouvertures sont aménagées au moment de la Renaissance. Mais ces dernières sont obstruées lors des guerres de Religion. Le château est en partie arasé sur ordre du duc de Montpensier en 1574, après la défaite des Huguenots à Moncontour en 1569. Au XVIIe siècle, les seigneurs de Chiré restaurent la forteresse pour en faire une demeure confortable. À partir de 1974, le château est abandonné. Il est racheté par la commune en 1992 qui a financé d'importants travaux de restauration. Il possède un souterrain refuge comportant 60 m de galeries. Le site seigneurial comporte des communs, un pigeonnier, une grange dimière de 360 m2.
Le château fait l'objet d'une inscription au titre des monuments historiques par arrêté du 5 janvier 1998.